# Pasta asciutta

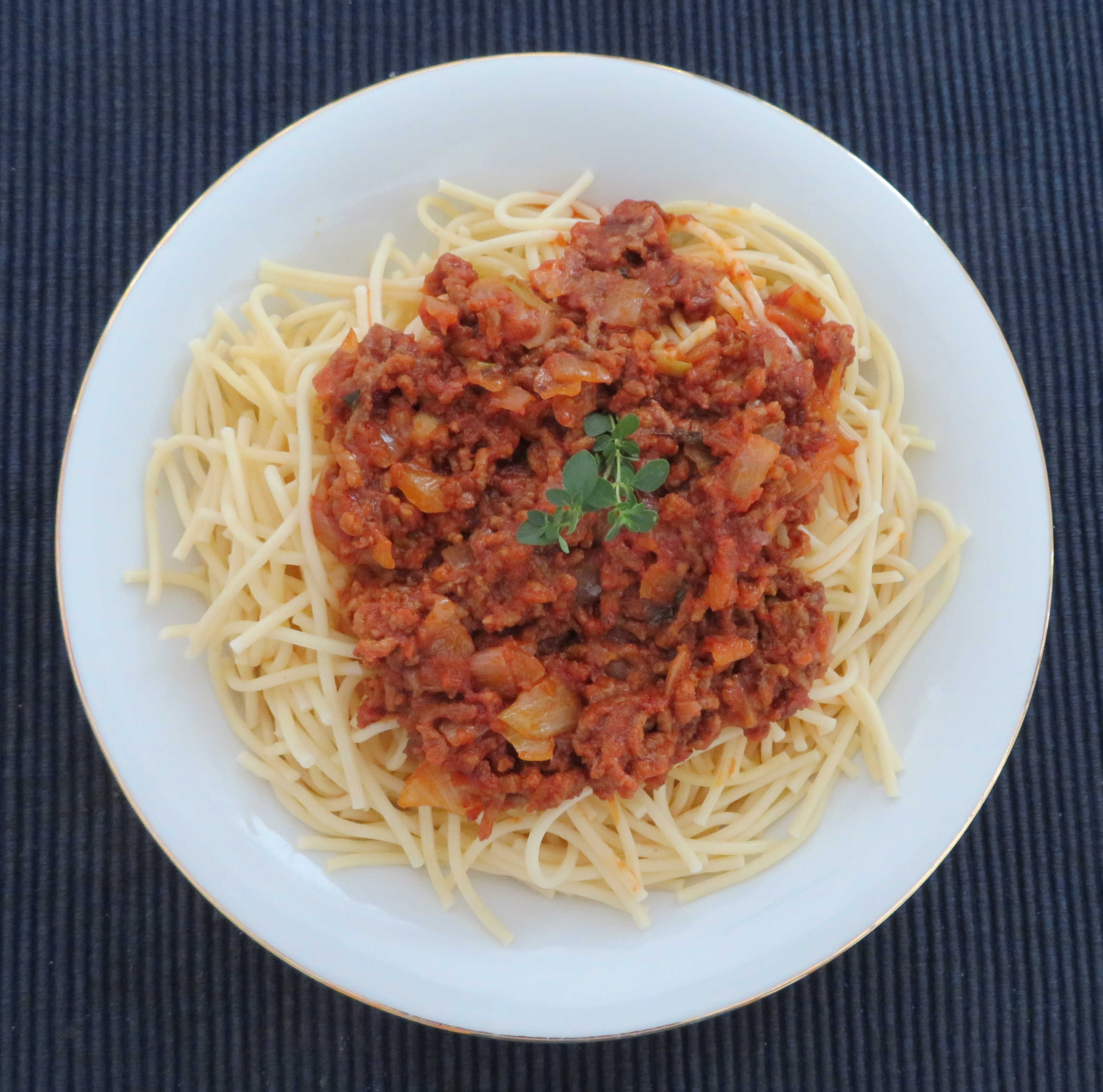
Eine Portion Pasta asciutta mit Bio-Rinderhackfleisch und frischem Oregano

Pasta asciutta oder Pastasciutta (italienisch „trockene Nudeln“) bezeichnet in der italienischen Küche eine Zubereitungsart von Pasta, bei der die Teigwaren nach dem Kochen abgetropft und anschließend weiterverarbeitet werden, im Gegensatz zu Pasta in brodo, bei der die Nudeln in Brühe gegart und als Suppe verzehrt werden. Die Bezeichnung wird unabhängig von der benutzten Pastasorte verwendet und grenzt in der italienischen Menüfolge die Pastagerichte von den Suppen (it. minestre) bei den Primi piatti ab. Als Synonym wird deshalb gelegentlich auch der Begriff minestra asciutta (italienisch für „trockene Suppe“) verwendet. Die Bezeichnung Pasta asciutta bildete sich zu Beginn des 20. Jahrhunderts heraus. Bis dahin wurde das Wort maccheroni als Oberbegriff für „trockene Nudeln“ verwendet.
In Italien gibt es zur Erinnerung an den Zusammenbruch des Faschismus in Italien am 25. Juli 1943 alljährliche öffentliche Essen unter dem Motto „Pastasciutta antifascista“.

## Bezeichnung in Deutschland

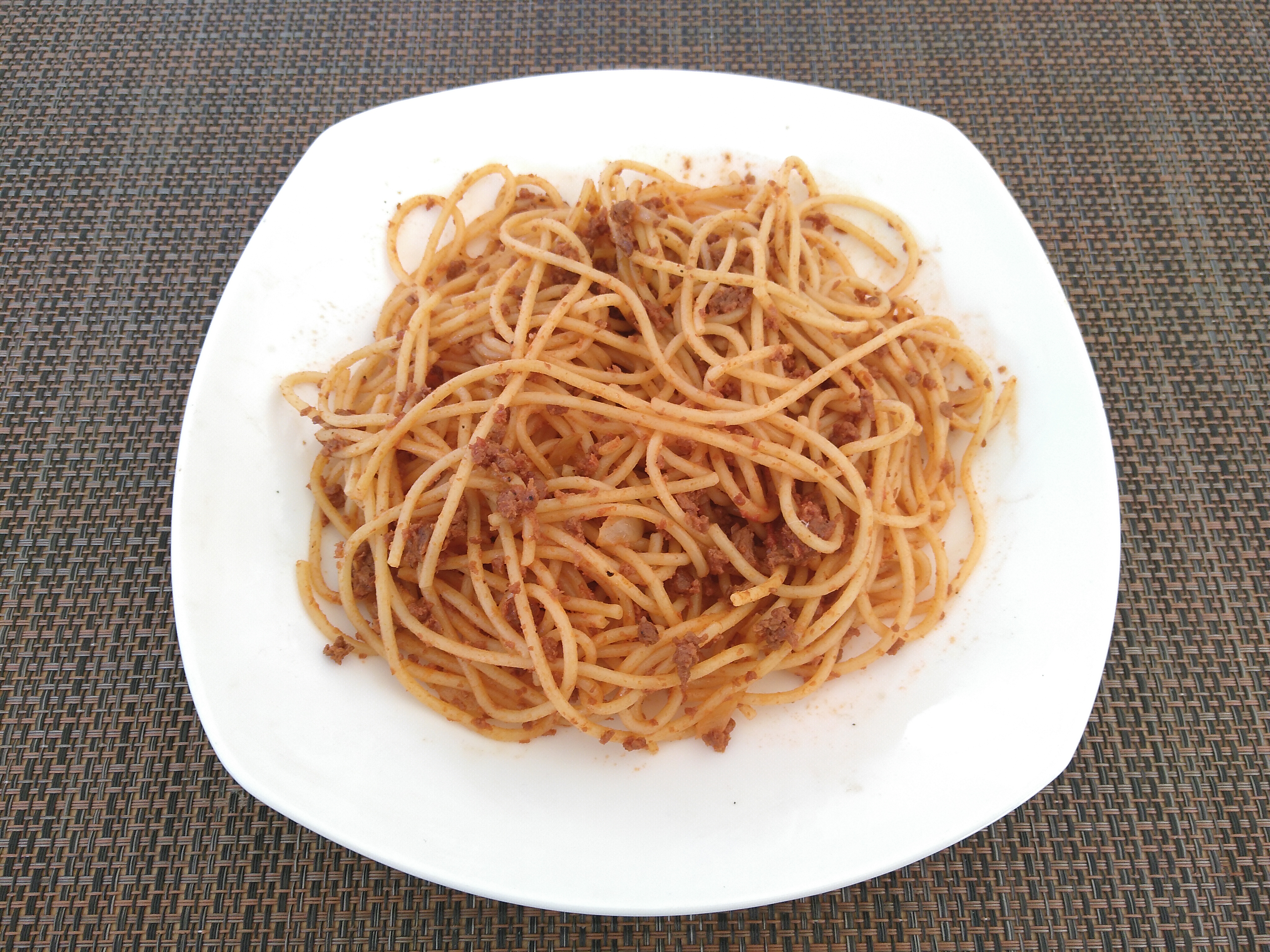
Eine Portion „Pasta Schutta“ (vegane Variante)

Vor allem in den 1970er Jahren waren in Deutschland unter der Bezeichnung Pasta asciutta  (manchmal auch verballhornt Pastaschutta oder Pasta Schutta) Spaghetti mit einer speziellen Tomaten-Fleischsoße (ähnlich Ragù alla bolognese) bekannt.